# 有宗麻莉子
有宗 麻莉子（ありむね まりこ、1983年6月26日 - ）は、日本のラジオパーソナリティ、ナレーター、キャスター、女優。

## 来歴・人物
メキシコシティ出身。身長163cm。0歳から5歳までメキシコ、10歳から15歳までスペインに居住していた。そのため、日本語、英語、スペイン語の3か国語を話すことができる。慶應義塾大学文学部卒業。
現在はシンガポール在住、イーグル・ベイと業務提携でタレント活動を行っている。
趣味はダンス、スポーツ観戦、長距離走・短距離走、スカイダイビングなど。

## 出演

### テレビ
- tvk「Let's i-MiEV」レポーター (2011.10-2012.9)
- BS11「報道原人」アシスタント (2011.9-2012.9)
- TBSテレビ「スッピン」ナレーター (2012.4-2012.9)
- デイリー埼玉（JCN埼玉） - 金曜日キャスター
- 清水建設インフォマーシャル「ロボつく」 - ユウコ役（東京湾納涼船ゆかたダンサーズとして）
- こんにちは、日本列島（NHK）
- 王様のブランチ（TBS）に出演[要説明][いつ?]。

### USTREAM番組
- ハブとマングーストリーム（不定期）

### ラジオ
- GROOVE LINE Z（J-WAVE） - アシスタントナビゲーター (2010.4-2011.3)
- CHANCE TO CHANGE（NACK5） - DJ (2009.10-2010.3)
- WORLD HITS COUNTDOWN（STAR digio） - DJ
- CMJ-Japam（STAR digio） - アシスタントパーソナリティ
- Sakura Club（STAR digio） - メインパーソナリティ

### 舞台
- Rising Tiptoe第11回公演「TheBitch」 (2012.7)
- 演劇集団ブロッケン ブロッケン公演「太陽の破片」 (2012.3)

## その他

### 新聞
- 東京スポーツ 2010年8月24日付（23日発行）